# Cartoon Network
A Cartoon Network (kiejtése: /kɑːrˈtun ˈnetwɜːrk/, rövidítve: CN, magyar fordításban: Rajzfilmhálózat) a Warner Bros. Discovery (WarnerMedia) amerikai kábeltelevíziós társaság egész nap animációs filmeket és sorozatokat bemutató csatornája, amelyet a The Cartoon Network Inc. működtet. Első változatát, az amerikai egyesült államokbelit, 1992. október 1-jén kezdték sugározni, majd műsorát szinte azonnal átvették Európában is. Azóta már a világ legtöbb országában elérhető, van ahol már az ország hivatalos nyelvén, van ahol még csak angol nyelven. A Cartoon Network ma is terjeszkedik.
A csatorna jelenlegi hangja Haagen Imre, de korábban, ha még néhány sorozat reklámja erejéig, de volt már a hangja Bogdányi Titanilla, Hamvas Dániel, Kiss Virág Magdolna, Berkes Bence, Kapácsy Miklós, Moser Károly, Harcsik Róbert, Gacsal Ádám, Bede-Fazekas Szabolcs, Turi Bálint, Fekete Zoltán, Galambos Péter és Endrédi Máté.
Az adó korai éveiben még csak klasszikus, főként Hanna-Barbera- és MGM-rajzfilmeket sugárzott, de 1994-től a Space Ghost Coast to Coast című sorozatával már elkezdte saját rajzfilmgyártását, és megalakult a Cartoon Network Studios. Ezt követően elindította a Cartoon Network Noods-t a későbbi eredeti sorozataival, mint a Boci és Pipi, Dexter laboratóriuma, Pindúr pandúrok, Johnny Bravo, Ed, Edd és Eddy, Bátor, a gyáva kutya, Tom és Jerry, Looney Tunes, Pecola, Nyomi szerencsétlen utazásai, Robotboy, Chop Socky Chooks, Pocoyo, és László tábor. Magyarországon 2018. október 14-étől 4:3 képarányról 16:9 képarányra váltott.

## Története

### Az 1990-es évek
Ted Turner, a csatorna egyik alapítója 1990-ben megvette a Hanna-Barbera rajzfilmstúdiót és több filmkönyvtárat is megszerzett, ezzel megalapozta a csatorna jövőjét. A csatornáról készült első prezentációkban még a „nulladik” logót használták, viszont azzal soha nem sugároztak.
1992. október 1-jén, keleti parti idő szerint délben a Turner Broadcasting System elindította a Cartoon Networköt mint a saját rajzfilmkönyvtárának a televízióadóját. A kezdeti műsor e rajzfilmek ismétléseiből állt. Ezek klasszikus Warner Bros.-, Metro-Goldwyn-Mayer- és Hanna-Barbera-produkciók voltak. A csatorna először a Bolondos dallamok, Liszt Ferenc II. Magyar rapszódiáját tartalmazó részét, a Nyuszi rapszódia (Rhapsody Rabbit) címűt sugározta. A csatornának az indulásakor 8500 órányi rajzfilmje volt. A Cartoon Network nem az első rajzfilmadóként indult a világon, már előtte is volt Nickelodeon, Family Channel és Disney Channel, de ezek nem sugároztak a nap 24 órájában. A Turner a CNN sikere után döntött úgy, hogy a Cartoon Network is 24 órás lesz. A csatorna első arculata 1999-ig a Pepita volt, a második az Erőmű volt 2001-ig.
Az eredeti, amerikai változat indulása után fél évvel, 1993. április 30-án kezdett a csatorna latin-amerikai változata, majd még ugyanabban az évben, szeptember 17-én elindult a csatorna európai sugárzása, így Magyarországra is eljutott a Cartoon Network adása. 1994. január 1-jén indult az ázsiai, március 4-én pedig a spanyol változat. Abban az évben a CN az ötödik legnépszerűbb kábelcsatornává vált az USA-ban. 1995-ben a csatorna négy külön adásváltozattal is jelentkezett. Január 1-jén a tajvani, május 1-jén az indiai, szeptember 1-jén a fülöp-szigeteki és október 3-án az ausztrál változat kezdte meg működését.
1996-ban a Turner beolvadt a Time Warnerbe. Ez a döntés lehetővé tette, hogy Warner Bros.-rajzfilmsorozatok is futhassanak a csatornán, például ismétlések, valamint új sorozatok is, mint Az igazság ligája. Az új sorozatokat a Kids’ WB-n ismételték.
1996. július 31-én elindult a Cartoon Network olasz változata. Egy évvel később, 1997. szeptember 1-jén, egyazon napon két adásváltozat sugárzása kezdődött meg: a francia és a japán. 1998. szeptember 1-jén a magyar-lengyel-román adás is kivált a Cartoon Network Európából, 1999-ben pedig a brit-ír változat vált ki a páneurópai régióból.

### A ’90-es évek sorozatai
A korai években a Cartoon Network a TBS-ről és a TNT-ről is vett át programokat, mint például a Két buta kutya, a Vagány Johnny és a Cartoon Planet című sorozatokat. Az első eredeti műsor a The Moxy Show volt 1993-ban, ezt követte a Space Ghost Coast to Coast 1994-ben, az első olyan produkció, amely készítésében a Cartoon Network is részt vett. A sorozat többnyire a régebbi Hanna-Barbera-féle Space Ghost szériából vett át animációkat és egy talk-show volt, melybe igazi vendégeket hívtak meg. A sorozat elnyerte a fiatal felnőttek tetszését is, ezért később átkerült az Adult Swimre.
1994-ben megalapították a Cartoon Network Studios-t, amely közösen a Hanna-Barberával rajzfilmeket gyártott a csatorna számára. Az első társprodukció a Micsoda rajzfilm! lett, amely hétperces rövidfilmekből áll. Ezek sok későbbi sikersorozat pilótafilmjeiül is szolgáltak. A Cartoon Network szerződött a pilotrészek alkotóival, hogy siker esetén gyártsanak le belőlük egy teljes sorozatot. Egy szavazáson kiválasztották a Dexter laboratóriumának a pilotját, amelyből megszületett a Micsoda rajzfilm! első spin-offja. 1997-ben újabb három rajzfilmsorozat született a pilotok alapján: a Johnny Bravo, a Boci és Pipi és az Én vagyok Menyus (utóbbi kettő egy sorozatban kapott helyet, de később az Én vagyok Menyus külön sorozatként folytatta.) Ezt követően 1998-ban debütált a Pindúr pandúrok, majd 1999-ben a Bátor, a gyáva kutya és a Piri, Biri és Bori. Az Ed, Edd és Eddy is saját sorozatot kapott abban az évben.

### A 2000-es évek
2000 első napján indult a Cartoon Network skandináv változata. A csatorna 2001 végén ismét megjelenést váltott. Az új arculat a „négyzet” lett, mely a logóhoz hasonlóan fekete-fehér négyzeteken alapszik, vagyis egy sakktáblához hasonlít. Abban az évben debütált a csatorna három újabb eredeti sorozata: az Időcsapat, a Szamuráj Jack valamint a Zord és Gonosz. 2002-ben volt a premierje a Whatever Happened to... Robot Jones? című sorozatnak, amit annak ellenére készítettek el, hogy egy közönségszavazáson kiesett. 2003-ban mutatták be a Zord és Gonosz két spin-offját: a Billy és Mandy kalandjai a kaszássalt és a Gonosz Con Carnét, valamint a Csillagok háborúja első rajzfilmsorozatát, a Csillagok háborúja: Klónok háborúja címűt. 2004. április 2-án kezdett sugározni a pakisztáni változat.
A televízió 2004. július 14-én megváltoztatta az arculatát, a logóját, szlogenjét (Ez a Cartoon Network) és műsorstruktúráját. A következő új, eredeti sorozatokat is bemutatták: Megas XLR, Fosterék háza képzeletbeli barátoknak. 2004-től a Cartoon Network anyacége, a Turner Broadcasting System, európai csatornáin a műsorokat digitalizálja és ily módon leváltották a hagyományos videókazettás rendszert. A csatornáról 2004-ben hirtelen több klasszikus rajzfilm is eltűnt, és a régi mesék a Boomerang-on jelentek meg: Bárány a nagyvárosban, Frédi és Béni, A Jetson család, Bátor, a gyáva kutya. 2005-ben a következő négy eredeti sorozatot is sugározták: László tábor, Juniper Lee, Az osztálytársam egy majom, Ben 10, amelyeket 2006-ban újabb kettő követett: Mókus fiú, 3000 osztálya. 2006. november 11-én elindult a Turner és a koreai Csungang Pangszong közös vállalkozásaként az adó dél-koreai változata. Még ugyanebben az évben, december 5-én a német adás is megkezdte működését. 2007-ben az első eredeti élőszereplős rajzfilmsorozatot is bemutatták, ez volt a Mit rejt Jimmy koponyája?, valamint két újabb rajzfilmsorozatot: a Chowdert és a Transformers: Animated-et.
Jim Samples, a csatorna akkori elnöke 2007. február 9-én lemondott az abban az évben történt bostoni bombabotrány miatt, helyére Stuart Snyder lépett. 2007. március 1-jén a kelet-közép-európai változatból kivált Lengyelország adása. Abban az évben, október 15-én elindult az adó nagy felbontású (HD) sugárzása az Egyesült Államokban. 2008. január 28-án Törökország is saját adást kapott. Abban az évben a Ben 10 és az idegen erők, valamint a Nyomi szerencsétlen utazásai kerültek képernyőre. 2009-ben két adásváltozat is indult: január 12-én a holland, október 1-jén pedig az orosz–bolgár.

### A 2010-es évek

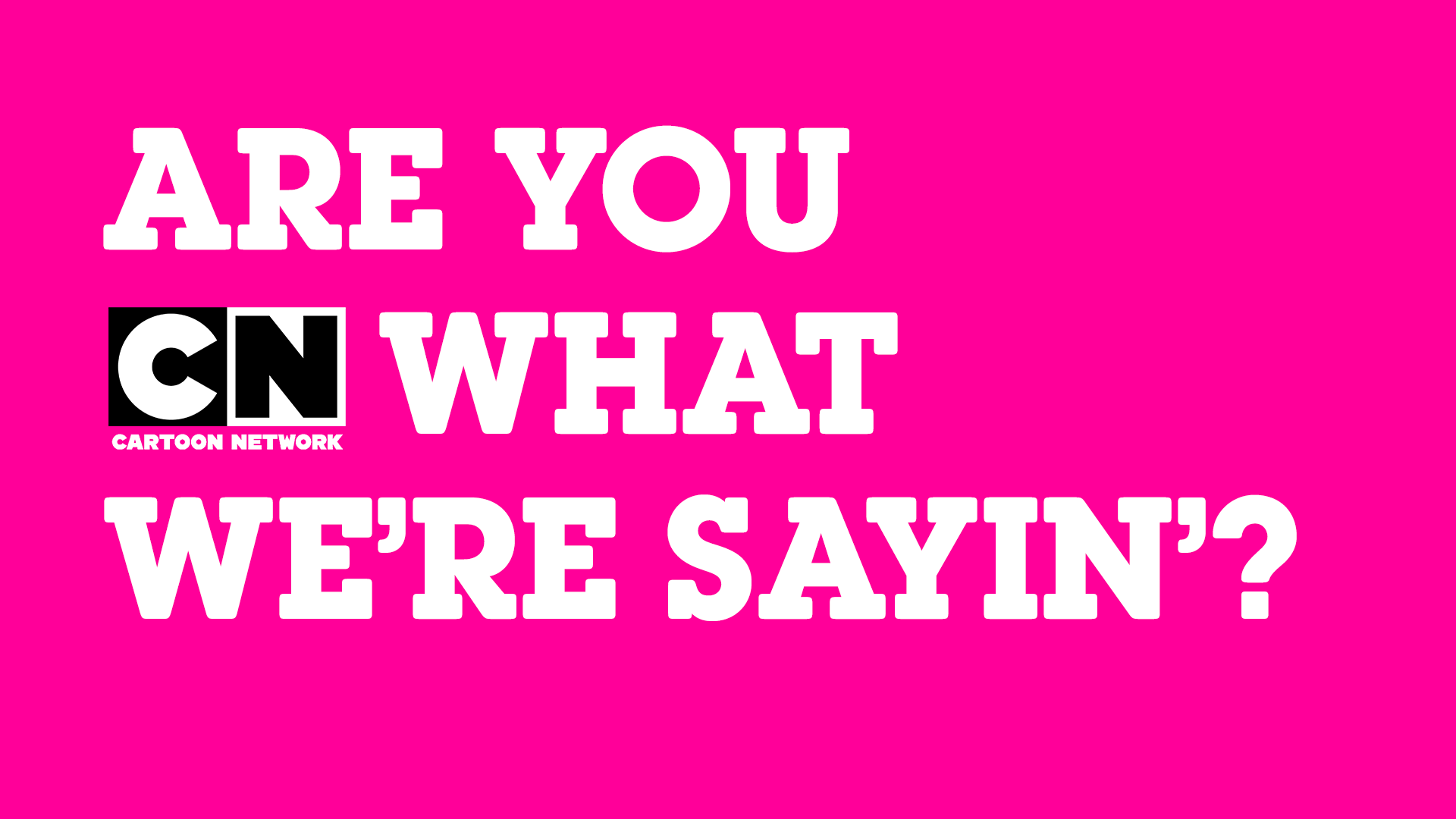
A 2014-es szlogen

2010-ben mutatták be a csatorna eddigi legtöbb saját gyártású sorozatát, többek között: Kalandra fel!, Ben 10: Ultimate Alien, Generátor Rex, Parkműsor, Szimbionikus titán, valamint a csatorna első teljesen élőszereplős eredeti sorozatát: a Tower Prep-et. 2010-ben elindítottak egy újabb, a Micsoda rajzfilm!-hez hasonló projektet, a The Cartoonstitute-ot, amelynek köszönhetően aztán saját szériát kapott a Parkműsor és a Secret Mountain Fort Awesome. 2010. május 29-én debütált a hatodik, a „CHECK it.” arculat Amerikában, melyet a Brand New School grafikai stúdió tervezett. Magyarországon november 26-án vezették be az új külsőt. 2010. október 10-én 10 óra 10 perckor indult az arab változat. 2011-ben két új Cartoon Network Studios készítette rajzfilmsorozatot mutattak be: a The Problem Solverz-t és a Secret Mountain Fort Awesome-ot. Az év augusztusában az izraeli Arutz HaYeladim csatorna elindított egy Cartoon Network-műsorblokkot héberül. Még abban az évben startolt a 91kt.com, a csatorna kínai honlapja. 2012. július 4-én indult el a csatorna kanadai változata, amely angolul érhető el. Ezt a változatot nem a Turner, hanem az Astral Media és a Corus Entertainment birtokolja. 2012-ben a következő sorozatok kerültek bemutatásra: Gémerek, Ben 10: Omniverzum.
A csatorna a világ első rajzfilm-témájú vízi vidámparkját nyitotta meg Thaiföldön 2013 nyarán, melynek neve Cartoon Network Amazone lett. 2013. október 1-jén elindult a csatorna portugál változata. 2014-ben mutatta be a CN a Nagyfater bátyó, a Steven Universe, a Clarence sorozatokat, ezek mellett pedig első, animációs minisorozatát, a Túl a kerítésen címűt. 2015-ben került sor a Bűvös varázskardok, a Medvetesók és a Királyok hétköznapjai premierjére. A 2016-os televíziós évadban lesz a bemutatója az új Pindúr pandúrok-sorozatnak.

## Műsorok
A Cartoon Network műsorkínálatában szerepelnek az eredeti animációs sorozatai, mint a Kalandra fel!, a Parkműsor, a Ben 10-sorozatok, a Gumball csodálatos világa, eredeti élőszereplős sorozatai, a Gémerek, az Incredible Crew, és anyavállalata, a Time Warner Warner Bros.-sorozatai, mint a Tini titánok, a MAD, vagy a Scooby-Doo: Rejtélyek nyomában. Ezenkívül Hanna-Barbera-sorozatokat is vetít a mai napig, többek közt a régebbi Scooby-Doo-sorozatokat, vagy a Pindúr pandúrokat. Vásárolt sorozatokat is ad, például az Inazuma Elevent vagy az Eliot Kidet.
Az 1990-es években, amikor a Cartoon Network a Time Warnerhez került, a Nickelodeonnak megtiltották, hogy a továbbiakban Bolondos dallamokat adjon. A Cartoon Network a 2000-es években kezdett el műsorblokkokat sugározni, hogy az azonos műfajú sorozatait egymás után adja le, például a világszerte akciósorozatokat adó Toonamit, amely 11 évet ért meg.
A csatorna társadója, a Boomerang több klasszikus sorozatát is átvette. A legtöbb CN-adásváltozaton van filmeket bemutató programblokk, melynek neve Magyarországon Cartoon Network Mozi, Ázsiában Cartoon Network Popcorn, Amerikában Flicks.

## Marketing
A Cartoon Network engedélyezte cégeknek, hogy egyes rajzfilmfiguráival népszerűsítsék termékeiket. Például ilyen megállapodást kötött a Kraft Foods-dzal. A Cartoon Networknek van egy webáruháza is, a Cartoon Network Shop, amely azonban még csak Amerikában árusít.
A Time Warner kábeltelevíziós leányvállalata, a Time Warner Cable a csatornáin kölcsönös promóciót alkalmazott a nézettség növelése érdekében. Például, ahogy a Szamuráj Jack időnként a Kids’ WB-n is látható volt, ugyanígy a Cardcaptor Sakura című animét is sugározták néha a Cartoon Networkön. A Time magazin, az Entertainment Weekly, és a Sports Illustrated Kids újságokban cikkekkel is reklámozzák a csatornát.
A Warner Home Video forgalmaz Cartoon Network-videokazettákat és DVD-lemezeket. A Rhino Entertainment pedig a csatornával kapcsolatos CD-k és magnókazetták forgalmazója.

## Cenzúra
A Cartoon Network már a kezdetektől – néhány kivétellel – sugározta a legtöbb Bolondos dallamok-rövidfilmet. Azokat a jeleneteket cenzúrázták, ahol dohányoztak, alkoholt fogyasztottak, ágyúval tüzeltek, és amelyekben rasszista ábrázolás szerepelt. 12 rész volt, amit a rasszista humor miatt egyáltalán nem vetítettek. A felnőtt rajongótábora panaszai után a csatorna kompromisszumos megoldást kínált: a „Háborús rajzfilmek” című dokumentumfilmbe tették be a kihagyott tizenkettő rövidfilmet. E dokumentumfilmben szerepeltek többek között a „Herr Meets Hare” és a „Bugs Bunny Nips the Nips” című részek. Amikor 2011 márciusában újra elkezdték adni az Egyesült Államokban a sorozatot, már csak a rasszista jeleneteket cenzúrázták. Amerikában csak a Bolondos dallamokkal voltak ennyire szigorúak, a Tom és Jerry-részeket leadták. Az Egyesült Királyságban a Tom és Jerry rajzfilmekből is kivágták a dohányzós jeleneteket, ellentétben Magyarországgal, ahol csak elvétve cenzúrázzák az ilyen tartalmakat.
Két eredeti sorozatban (Kalandra fel!, Parkműsor) van néha erőszak, enyhe trágárság, és néhány kifogásolható jelenet, ennek ellenére eddig legfeljebb csak TV-PG (szülői felügyelet) korhatárba sorolták őket. Az ausztráliai-új-zélandi CN nagyon sok jelenetet kivágott a Kalandra fel!-ből, mint például amikor Puffancs hercegnő az exbarátjáról beszél, vagy amikor idiótának nevezi a szüleit. A Teletoon készítette valóságshowban, a Totál Drámában is előfordul szitkozódás, ezért ezek a részek sokszor TV-PG-D (szülői felügyelet, trágárság) besorolást kapnak az Amerikai Egyesült Államokban. Korhatár-besorolást a csatorna csak Amerikában, Kanadában, az Egyesült Királyságban, az orosz-délkelet-európai régióban, Brazíliában, Ausztráliában, Új-Zélandon és Ázsiában alkalmaz. A többi területen korhatár nélkül megy az összes műsor.
Az összes anime a Toonami-blokkba került, az akciótartalmuk miatt. Mindegyik legalább TV-Y7 (7 éven aluliaknak nem ajánlott) besorolást kapott, mert sok volt bennük a kifogásolható tartalom, amely nem gyerekeknek való. Annak ellenére, hogy a Toonami sok jelenetet kivágott, amelyben kábítószer- és alkoholfogyasztás, meztelenség, erőszak szerepelt, különösen a Ruróni Kensin, Yu Yu Hakusho, Neon Genesis Evangelion, Gundam, Dragon Ball Z, Outlaw Star, Tencsi Mujó!, Dragon Ball és a Varázslatos álmok című sorozatokban, néhány sorozat átkerült az állami cenzorokhoz, mert még így is tartalmaztak kifogásolt jeleneteket. Voltak sorozatok, (Yu Yu Hakusho, Cyborg 009, Ruróni Kensin) amelyek az Adult Swimre kerültek át emiatt. Két sorozat, a Naruto és a One Piece kapott TV-PG-DSV korhatárt, mert részleges meztelenséget, alkoholfogyasztást és enyhe káromkodást tartalmaztak.

## Társadók és kapcsolódó projektek

### Társadók
Az Adult Swim a Cartoon Network felnőtteknek szóló rajzfilmadója, amely ma már nem csak az Amerikai Egyesült Államokban, hanem Ausztráliában és Új-Zélandon is fogható. Sugároz saját gyártású rajzfilmsorozatokat, mint például Robot Chicken, vásároltakat (Texas királyai), valamint animéket is (Bleach).

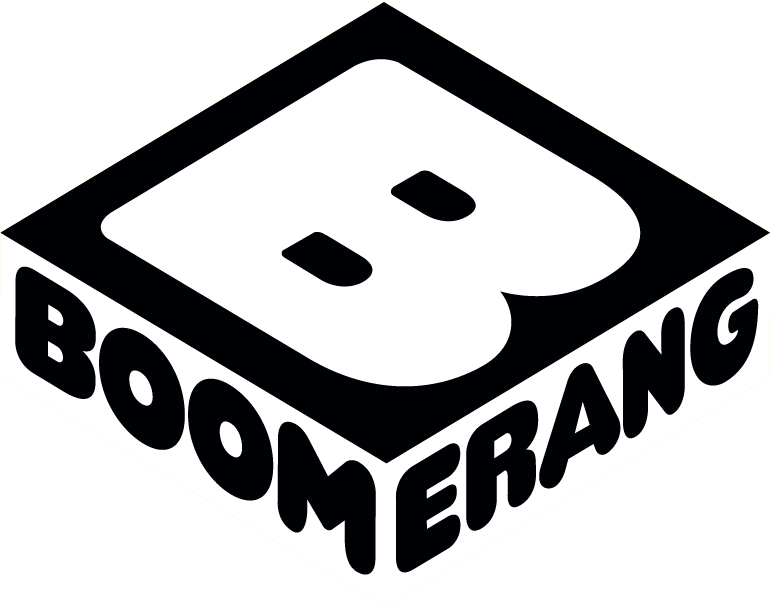
A Boomerang logója

1992. december 8-án indult a Cartoon Networkön a négyórás műsoridővel rendelkező Boomerang, amely az adó régebbi rajzfilmjeit (A Jetson család, Frédi és Béni, avagy a két kőkorszaki szaki stb.) sugározta. 2000. április 1-jén a Boomerang önálló adóvá vált Amerikában, majd 2000. május 27-én elindult a brit–ír változata. Mára sok országban fogható.
A Cartoon Network Too (rövidítve CN Too) az éjjel-nappal fogható brit társadója volt a Cartoon Networknek. A televízió új és klasszikus rajzfilmeket egyaránt sugárzott. Ezen a tévéadón jelentkezett először programblokként 2006. szeptember 4-én a Cartoonito, amely önálló adóként 2007 májusában indult el és azóta megkezdte terjeszkedését a világ többi részén is.

### Műsorblokkok
A Toonami korábban a Cartoon Network programblokkja volt. 1997. március 17-én indult, amerikai és japán akciósorozatokat sugárzott, mint például a Megas XLR és A párbaj mesterei. 2008. szeptember 20-án szűnt meg a Cartoon Networkön, de 2012. május 26-ától az Adult Swim-en újra megy. A Miguzi szintén egy akciódús rajzfilmeket sugárzó műsorblokk volt, amely hétköznap ment a Toonami helyett, 2 órás műsoridővel. 2004. április 19-én indult, de nem túl nagy sikere miatt 2007. június 1-jén megszűnt.
A Cartoon Toon Toon az európai Cartoon Network-adások programblokkja, mely a sugárzott rajzfilmsorozatok dupla epizódjait sugározta. 2010. október 4-én indult és hétköznaponként 10.35-től 12.15-ig ment, de 2010 nyarán és telén valamint 2011 nyarán 13.55-től 15.35-ig is adták. A Laughternoons pedig egy vígjátékműsorblokk a brit–ír és az európai Cartoon Networkön. 2011 nyarán kezdte adni a csatorna. A műsor külön honlapot kapott. A reklámszünetek alatt kandikamerás jelenetek láthatók, melyeket a magyar Cartoon Networkön is adnak.

### Játékok és alkalmazások
A Cartoon Network honlapjain rengeteg játék van, ezek közül a legjelentősebb a Cartoon Network Universe: FusionFall nevű. Ez egy online többjátékos játék, a Cartoon Network és a Grigon Entertainment által fejlesztve. Elérhető a Fusionfall.com-on. Korábban működött egy béta verziója, majd 2008 őszén akarták indítani a végleges verzióját, de csak 2009. január 14-én indult el, az első évben még fizetni kellett a játszásért. 2010. április 19-e óta ingyenes.
A játékokon túl 2008 és 2017 között üzemelt a Toonix nevű alkalmazás, melynek használatával a honlap látogatói elkészíthették saját avatarjukat, és jelen lehettek a Cartoon Network virtuális világában. A Toonix ötlete Latin-Amerikában született 2008-ban, és azóta több mint 8 millió avatart készítettek a felhasználók. Amikor Európában megjelent, reklámozni kezdte a Cartoon Network és később a Boomerang is. Magyarországon 2012 elején debütált az alkalmazás.
A CN mobilalkalmazásokat is fejleszt, amelyek egy része már magyarul is elérhető.

## Adásváltozatok

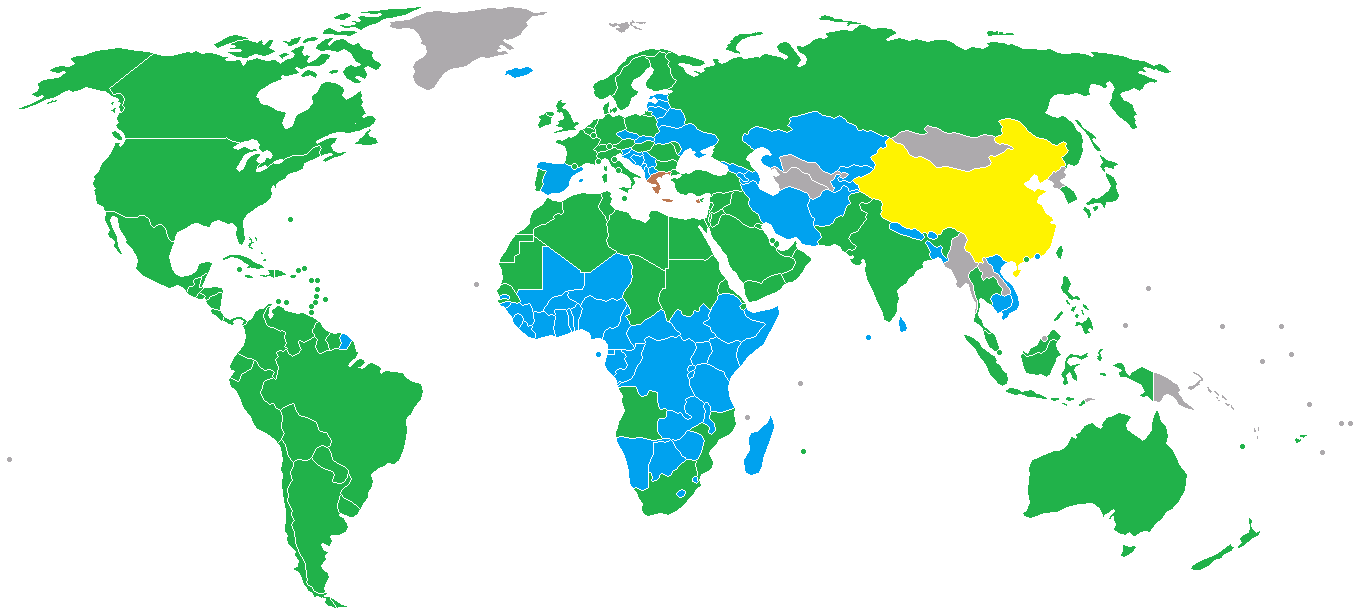
A Cartoon Network lefedettségi térképe.

A csatorna a világon világon szinte mindenütt fogható, 33 különböző nyelven. Kettő adás (a török és az arab) kódolatlanul fogható műholdon, akár Magyarországon is.

A Cartoon Network HD logója

A Cartoon Network az Amerikai Egyesült Államokban, az Egyesült Királyságban és Ázsiában Oroszországban és Bulgáriában már nagy felbontásban sugároz. 2012 márciusában az arab változat is, októberében a német változat is elérhetővé vált HD-ben.